# Rafael Escobar i Martínez
Rafael Escobar i Martínez (Burjassot, L'Horta Nord, 1942) és un escriptor valencià. En l'actualitat està jubilat. Entre 1972 i 1980 va viure a Alacant, on col·laborà a diversos diaris i començà a escriure en català. Inicia la carrera literària amb les novel·les curtes L'Estel capgirat (1992) i La dona menuda (1992), guardonades respectivament amb els premis Vila de Crevillent del 1990 i L'Encobert de Xàtiva del 1991. L'any 1993 rep el premi Octubre-Andròmina de narrativa per la novel·la històrica L'últim muetzí (1994), on narra la persecució i expulsió de la població morisca a València. També publica diverses obres de narrativa breu, com ara Perversa oronella tardana (1994) i Vent de bruixes (1994), entre d'altres. Continua amb una altra novel·la històrica, Les veus de la vall (2000), on acció i personatges se situen en els anys següents a l'expulsió dels moriscos. La novel·la Els vidres entelats (2001), és la història d'un periodista que es trasllada a Roma durant la segona dècada del segle XXI.
L'any 2003 publica el recull de narrativa breu Històries urbanes i El camí de les bardisses, una narració on l'autor recrea el paisatge rural i urbà d'un poble de l'Horta de València en la dècada de 1950.
És membre de l'AELC.

## Obres

### Novel·la
- L'estel capgirat (1992),
- La dona menuda (1992),
- Les hores de vulcà (1993),
- L'últim muetzí (1994)
- Les veus de la vall (2000),
- Els vidres entelats (2001),
- El camí de les bardisses (2003)
- Històries espectrals (2010)

### Narrativa Breu
- L'espill de Tamanrasset (1993)
- Perversa oronella tardana (1994)
- Vent de bruixes (1994)
- La presó circular (1997)
- Històries urbanes (2003)

## Premis
- Premi Vila de Crevillent, 1990: L'estel capgirat
- Premi L'encobert de Xàtiva, 1991: La dona menuda
- Premi 25 d'abril de Narrativa de la vila de Benissa, 1992: L'espill de Tamanrarsset
- Premi Casa del Dau de Narrativa Curta de Xirivella, 1992: Les hores de vulcà
- Premi Alambor de Benicarló 1992: Impecable planificació
- Premi Andròmina, 1993: L'últim muetzí
- Premi Felip Ramis de Narrativa Breu, 1994: Perversa Oronella tardana
- Premi Manuel de Pedrolo de Gurb, 1994: La interrupció
- Premi Vila de Mislata de Narrativa Breu, 1996: La presó circular
- Premi Felip Ramis de Narrativa Breu de la Vila Joiosa, 1997: In multis tribulationibus
- Premi Vila d'Onil, 1998: Les veus de la vall
- Premi Ciutat d'Elx, 2000: Els vidres entrelats
- Premi Ciutat de Peníscola, 2000: Favor per favor
- Premi de Narrativa Vila de Puçol, 2009: Històries espectrals